# Heartland Flyer
L'Heartland Flyer est un train de voyageurs exploité par Amtrak reliant quotidiennement Oklahoma City et Fort Worth .

## Informations techniques
L'itinéraire suivi par l'Heartland Flyer est de 332 km. Le seul aller-retour quotidien du train part d'Oklahoma City le matin et atteint Fort Worth en début d'après-midi. Il quitte Fort Worth à l'heure de pointe de l'après-midi pour un retour en soirée à Oklahoma City. Depuis novembre 2014, le trajet dure  à 3 heures 58 minutes quelle que soit la direction.
L'Heartland Flyer a transporté plus de 77 000 passagers en 2016, soit une baisse de 4,2% par rapport à 2015.
Ce train est financé conjointement par le Texas et l'Oklahoma. Sur la même année, la vente de billets a rapporté 1 828 486 $, soit une augmentation de 1,8 % par rapport à l'exercice 2015. Les recettes totales du train, y compris les subventions publiques accordées à Amtrak, s'élevaient à environ 7,1 millions de dollars.

### Correspondances
Le train se connecte au réseau ferroviaire national de passagers d'Amtrak à la gare centrale de Fort Worth, où les horaires sont faits pour permettre des correspondances vers le Texas Eagle dans les deux sens.

### Évènements particuliers
Chaque mois d'octobre, le département des transports de l'Oklahoma ajoute une voiture supplémentaire pour accueillir les fans participant au Red River Showdown à Dallas. Des navettes circulent entre les hôtels de Fort Worth Central et de Dallas et les récupèrent pour le voyage de retour vers l'Oklahoma.

## Histoire
À la formation d'Amtrak en 1971, Fort Worth et Oklahoma City étaient reliées entre elles par le train Chicago - Houston le Lone Star, lui-même le successeur du Texas chief de la Santa Fe. Cependant, le Lone Star a été supprimé en 1979, séparant l'état de l'Oklahoma du réseau ferroviaire national. Le Heartland Flyer a été inauguré le 14 juin 1999, mettant fin à une absence de 20 ans des trains de voyageurs dans l'Oklahoma et le nord du Texas. Le sénateur Don Nickles a parrainé le concours «Name the train», encourageant les écoliers de l'Oklahoma à choisir un nom pour la nouvelle route. Le nom gagnant a été soumis par Katie Moore, qui a baptisé le nouveau train lors de sa première course,.
Les ventes de billets pour la première année ont totalisé 71 400 passagers, soit plus du double de la projection d'Amtrak qui était de 20 000 passagers.  Le Heartland Flyer a transporté 68 000 passagers au cours de l'exercice 2007. En septembre 2007, il avait transporté 500 000 passagers depuis sa création et en novembre 2013, il transportait son millionième passager.

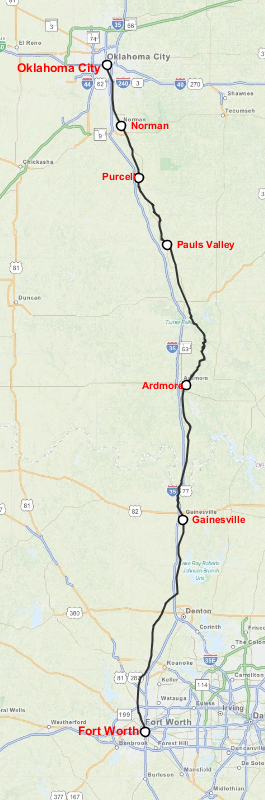
Itinéraire de l'Heartland Flyer

Le financement fédéral temporaire pour le service a été épuisé en 2005. Cependant, les défenseurs des chemins de fer régionaux ont organisé le 11 avril 2005, un rassemblement devant capitole d'État parrainé par PassengerRailOk.org. Le conférencier principal, le maire d'Oklahoma City, Mick Cornett, s'est adressé à la foule aux côtés des maires de Perry, Guthrie et Purcell, encourageant l'État à financer le service et à étendre le train au Kansas.  Les législateurs d'État ont maintenu le Heartland Flyer en opération en passant le projet de loi 1078 qui a fourni une subvention annuelle de 2 millions de dollars pour continuer le service.

### Locomotive

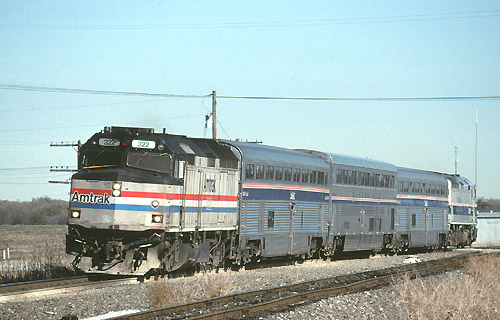
l'Heartland Flyer à Metro Junction en 2001. La locomotive à l'arrière du train n'est pas motorisée et sert uniquement de cabine de conduite.

Le train est tracté par une locomotive diesel P42DC ou une P32-8WH. La rame est composée par des voitures à 2 niveaux de type Superliner. Pendant de nombreuses années, le train avait une unité de commande non motorisée à l'extrémité du train en face de la locomotive rendait le train bidirectionnel. En 2009, cette dernière a été remplacée par une locomotive GE Genesis P42DC standard. Le train avait donc une puissance de traction de chaque extrémité.
D'avril 2010 à avril 2011, Amtrak et le département des transports de l'Oklahoma ont mené un projet de recherche pour faire fonctionner le train sur un mélange de biodiesel appelé B20 (20 % de biocarburant pur et 80 % de diesel). La locomotive P32-8 no 500 portait une vignette indiquant l'utilisation de ce carburant. Le test a fait l'actualité nationale lorsque le magazine TIME l' a répertorié comme l'une des «50 meilleures inventions de 2010.»

### Proposition d'extension
Plusieurs propositions visant à prolonger l'itinéraire du Heartland Flyer, ou à fournir un service supplémentaire sur tout ou une partie de son itinéraire ont été faites au fil des années. La planification de l'expansion s'articule autour de portions de l'ancienne route du Lone Star ; ainsi que la ligne entre Oklahoma City et Tulsa. La seule proposition concrète concernant la ligne Oklahoma City-Tulsa, l' Eastern Flyer, a échoué en août 2019 lorsque la Stillwater Central Railroad, propriétaire de la ligne, a choisi de ne pas respecter son accord avec l'État et de payer 2,8 millions de dollars de pénalité pour non-établissement d'un service ferroviaire voyageurs.
La ligne vers Kansas City s'arrêterait à la gare de Wichita puis suivrait l'itinéraire du Southwest Chief au nord de Newton. Ce prolongement suscite un grand intérêt pour les villes qui seraient traversées, de nombreuses villes ont publié des résolutions soutenant l'idée et demandant la création de nouvelles stations si l'itinéraire devait être prolongé. Parmi ces villes, Wichita, qui a perdu son service de train avec l'arrêt du Lone Star en 1979. Emporia dont l'arrêt fut supprimé en 2000. Près d'une douzaine de villes allant de la petite ville de Strong City (population : 570), à Wichita, avec près de 358 000 habitants seraient intéressées.
Une étude menée par Amtrak en 2009 a abouti à quatre extensions possibles du service:
- Prolonger le train actuel vers le nord jusqu'à Newton, Kansas, où les passagers pourraient se connecter avec le Southwest Chief à Chicago et à Los Angeles, qui s'arrête à Newton au milieu de la nuit.
- Ajouter un deuxième train de jour de Fort Worth à Kansas City, qui offrirait un service bi-journalier sur une grande partie de l'itinéraire, mais ne serait pas connecté avec d'autres trains (notamment à Fort Worth).
- Une variante de la première proposition prolongerait le Heartland Flyer de nuit jusqu'à Kansas City pour se connecter au Southwest Chief.
- Une variante de la seconde proposition serait de mettre en place un train de jour entre Oklahoma City et Kansas city, plutôt que de le faire fonctionner jusqu'au Texas.

Fin 2011, le département des transports du Kansas a publié les résultats d'une étude sur un nouveau service pour Fort Worth, présentant les options d'un train de nuit du Texas à Newton, avec des coûts de démarrage de 87,5 millions de dollars et une subvention annuelle de 4,4 millions de dollars. , ou un train de jour à Kansas City, avec des coûts de démarrage de 245,5 millions de dollars et une subvention annuelle de 10 millions de dollars.
Au cours des années 1990, un service pour San Antonio via Austin en conjonction avec un déroutage du Texas Eagle à l'ouest de Fort Worth à El Paso via Sierra Blanca a été envisagé. Cela aurait créé un autre lien avec Sunset Limited.
Une partie de l'itinéraire utilisé par le Heartland Flyer est désignée par l' USDOT comme le corridor ferroviaire à grande vitesse du centre-sud et devrait être modernisée en service ferroviaire à grande vitesse si le financement devient un jour disponible. Le couloir s'étend de San Antonio, Texas, à Tulsa en passant par Fort Worth et Oklahoma City. Une autre branche de ce couloir s'étend de Fort Worth en passant par Dallas jusqu'à Little Rock.